# Provesende
Provesende é uma povoação portuguesa do município de Sabrosa, sede da extinta freguesia de Provesende, que tinha 8,96 km² de área e 310 habitantes (2011), e, por isso, uma densidade populacional de 34,6 hab/km². 
Faz parte da «Rota das Aldeias Vinhateiras do Douro». Realiza-se aqui em Outubro a Feira do Vinho e dos Produtos Regionais de Provesende.
Provesende foi vila e sede de concelho até meados dos século XIX. Inicialmente, era constituído apenas pela freguesia da sede e tinha, em 1801, 778 habitantes.
Após as primeiras reformas administrativas do Liberalismo (Decreto de 6 de Novembro de 1836), foram-lhe anexadas as freguesias de Covas do Douro, Gouvães do Douro, Gouvinhas, Paradela de Guiães e São Cristóvão do Douro. Em 1849 tinha 3 324 habitantes.
Pelo Decreto de 31 de Dezembro de 1853, o concelho de Provesende foi extinto, perdendo a localidade o seu estatuto de vila e sendo todas as suas freguesias integradas no concelho de Sabrosa.
A freguesia de Provesende foi extinta pela reorganização administrativa de 2012/2013, tendo o seu território sido agregado ao das freguesias de Gouvães do Douro e São Cristóvão do Douro para criar a União de Freguesias de Provesende, Gouvães do Douro e São Cristóvão do Douro.

## População
| Número de habitantes | Número de habitantes | Número de habitantes | Número de habitantes | Número de habitantes | Número de habitantes | Número de habitantes | Número de habitantes | Número de habitantes | Número de habitantes | Número de habitantes | Número de habitantes | Número de habitantes | Número de habitantes | Número de habitantes |
| -------------------- | -------------------- | -------------------- | -------------------- | -------------------- | -------------------- | -------------------- | -------------------- | -------------------- | -------------------- | -------------------- | -------------------- | -------------------- | -------------------- | -------------------- |
| 1864                 | 1878                 | 1890                 | 1900                 | 1911                 | 1920                 | 1930                 | 1940                 | 1950                 | 1960                 | 1970                 | 1981                 | 1991                 | 2001                 | 2011                 |
| 1.181                | 1.197                | 1.151                | 1.392                | 1.060                | 1.100                | 950                  | 997                  | 1.079                | 811                  | 663                  | 545                  | 418                  | 356                  | 310                  |

(Obs.: Número de habitantes "residentes", ou seja, que tinham a residência oficial neste concelho à data em que os censos  se realizaram.)
| Distribuição da População por Grupos Etários em 2001 e 2011 | Distribuição da População por Grupos Etários em 2001 e 2011 | Distribuição da População por Grupos Etários em 2001 e 2011 | Distribuição da População por Grupos Etários em 2001 e 2011 | Distribuição da População por Grupos Etários em 2001 e 2011 | Distribuição da População por Grupos Etários em 2001 e 2011 | Distribuição da População por Grupos Etários em 2001 e 2011 | Distribuição da População por Grupos Etários em 2001 e 2011 | Distribuição da População por Grupos Etários em 2001 e 2011 | Distribuição da População por Grupos Etários em 2001 e 2011 |
| ----------------------------------------------------------- | ----------------------------------------------------------- | ----------------------------------------------------------- | ----------------------------------------------------------- | ----------------------------------------------------------- | ----------------------------------------------------------- | ----------------------------------------------------------- | ----------------------------------------------------------- | ----------------------------------------------------------- | ----------------------------------------------------------- |
| Idade                                                       | 0-14                                                        | 15-24                                                       | 25-64                                                       | > 65                                                        |                                                             | 0-14                                                        | 15-24                                                       | 25-64                                                       | > 65                                                        |
| 2001                                                        | 50                                                          | 47                                                          | 167                                                         | 92                                                          |                                                             | 14,0%                                                       | 13,2%                                                       | 46,9%                                                       | 25,8%                                                       |
| 2011                                                        | 42                                                          | 18                                                          | 154                                                         | 96                                                          |                                                             | 13,5%                                                       | 5,8%                                                        | 49,7%                                                       | 31,0%                                                       |

## Património
- Igreja Paroquial de São João Baptista de Provesende;
- Capela de Senhor Jesus de Santa Marinha;
- Capela da Senhora da Fonte Santa, no Infantado;
- Capela da Senhora das Dores;
- Quinta da Relva ou Cemitério lusitano-romano;
- Pelourinho de Provesende;
- Casa da Calçada;
- Casa do Santo (Pinheiro da Veiga).

## Personalidades ilustres
- Barão de Provezende

## Coletividades
- Cantadores das Janeiras[5]
- Associação Humanitária dos Bombeiros Voluntários de Provesende
- Fábrica da Igreja de Provesende